# 右大都尉
右大都尉，是古代匈奴官号，與左大都尉相對，低於左大都尉，高於左大當戶，为二十四長之一。匈奴二十四长，居第八位。
左大都尉驻匈奴东部，右大都尉驻西部。分别统军，指挥作战，为匈奴二十四个“萬騎长”之一。其下置千长、百长、什长、裨小王、相封、都尉、当户、且渠等属官。
- 贰师将军李廣利出塞，匈奴派遣右大都尉与卫律将五千骑在夫羊句山狭要击汉军。